# 시라이 하루토
시라이 하루토(일본어: 白井 陽斗, 1999년 10월 23일~)는 일본의 축구 선수이다.

## 구단 경력
그는 2018년 J1리그의 감바 오사카에 입단했다. 2022년 J2리그의 파지아노 오카야마로 이적했다. 2023년 J3리그의 FC 류큐로 이적했다. 2024년까지 46경기에 출전하여, 13득점을 넣었다. 2024년 7월 J1리그의 홋카이도 콘사돌레 삿포로로 이적했다.